# Heinrich Eduard Brockhaus

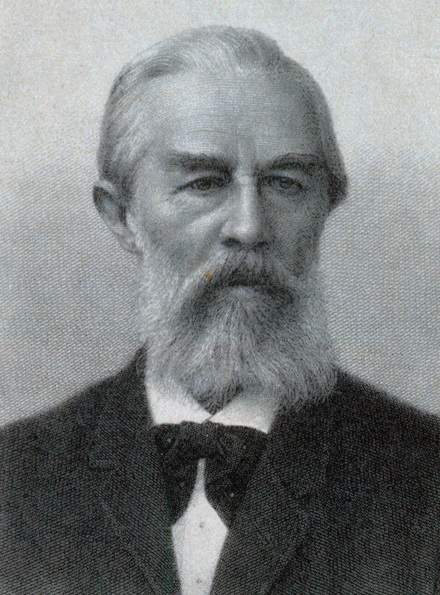
Heinrich Eduard Brockhaus, 1914

Heinrich Eduard Brockhaus (* 7. August 1829 in Leipzig; † 11. Januar 1914 ebenda) war ein deutscher Verleger und Politiker (NLP).

## Leben
Heinrich Eduard Brockhaus wurde 1829 als Sohn des Leipziger Verlegers Heinrich Brockhaus geboren. Er besuchte bis 1847 an der Thomasschule zu Leipzig, studierte in Leipzig, Heidelberg und Berlin und schloss mit der Promotion zum Dr. phil. ab. Danach schloss sich eine verlegerische Lehre im Familienbetrieb an. Nach kurzer Zeit erhielt er Prokura und wurde Teilhaber. Nach dem Tod des Vaters leitete er das Unternehmen zusammen mit seinem Bruder Rudolf. Dieser war vor allem für die Druckerei zuständig. Er selbst kümmerte sich um das eigentliche Verlagsgeschäft. Zwischen 1857 und 1883 redigierte er selbst die in seinem Verlag erscheinende Deutsche Allgemeine Zeitung.
Wie schon sein Vater kümmerte sich Brockhaus um die Interessenvertretung von Verlegern und Druckern. Er war von 1872 bis 1886 Vorsitzender des Deutschen Buchdruckervereins, sowie von 1880 bis 1894 des Vereins der Buchhändler zu Leipzig. 1873 schloss er den ersten Flächentarifvertrag mit dem Deutschen Buchdruckerverband ab. Außerdem war er führendes Mitglied des Börsenvereins Deutscher Buchhändler. Von 1892 bis 1895 war er dort erster Vorsteher, später war er Ehrenmitglied. Brockhaus regte verschiedene historische Arbeiten des Börsenvereins an und war einer der maßgeblichen Gründer der historischen Kommission des Vereins. Obwohl er anfangs skeptisch war, trat er für eine Reform des Buchhandels ein. Ziel war es zur Gesundung des Sortimentsbuchhandels beizutragen.
Brockhaus engagierte sich ähnlich wie sein Vater auch allgemein politisch. Zwischen 1871 und 1878 war er für die Nationalliberale Partei Mitglied im Reichstag (Deutsches Kaiserreich). Dort spielte er eine Rolle bei der Formulierung der Pressegesetze und des Urheberrechts. Er war Anhänger Otto von Bismarcks und besuchte diesen auch nach dessen Entlassung verschiedene Male. Brockhaus veröffentlichte verschiedene Schriften. Darunter war eine Biographie seines Großvaters Friedrich Arnold Brockhaus und eine Firmengeschichte des F. A. Brockhaus-Verlags zum 100-jährigen Jubiläum im Jahr 1905.
Verheiratet war er seit 1854 mit Marie Emilia (Milly) geb. Weisz (* 1836; † 12. März 1914).  Das Paar hatte sechs Söhne, darunter di Verleger Albert Brockhaus und Fritz Brockhaus sowie den Kunsthistoriker Heinrich Brockhaus.
Heinrich Eduard Brockhaus wurde im Erbbegräbnis Nr. 65 in der III. Abteilung des Neuen Johannisfriedhofs beerdigt; die Urne seiner Frau wurde ebendort beigesetzt.

## Ehrungen
- Albrechts-Orden, Ritter I. Klasse[1]
- Orden vom Zähringer Löwen[1]

## Werke
- Friedrich Arnold Brockhaus. Sein Leben und Wirken nach Briefen und andern Aufzeichnungen geschildert. 3 Teile. Brockhaus, Leipzig 1872–1881, DNB 560383797.
  - Erster Theil. Brockhaus, Leipzig 1872, DNB 365367281 (Digitalisat im Internet Archive).
  - Zweiter Theil. Brockhaus, Leipzig 1876, DNB 999736582 (Digitalisat im Internet Archive).
  - Dritter Theil. Brockhaus, Leipzig 1881, DNB 999736434 (Digitalisat im Internet Archive).
- Die Firma F. A. Brockhaus von der Begründung bis zum hundertjährigen Jubiläum 1805–1905. Brockhaus, Leipzig 1905 (Digitalisat im Internet Archive); Faksimile-Ausgabe: Brockhaus, Mannheim 2005, ISBN 978-3-7653-0184-1.